# Internationale Milizionäre
Die ersten internationalen Milizionäre im Spanischen Bürgerkrieg waren vornehmlich Teilnehmer der Volksolympiade in Barcelona und politische Emigranten, die in Spanien lebten. Es waren an die 300 internationale Milizionäre, welche sich nach dem Militärputsch in Barcelona in Gruppen (spanisch Grupo) organisierten. Sie bildeten mit den ersten internationalen Freiwilligen, die über Frankreich nach Spanien kamen, Gruppen von internationalen Milizionären. Diese Gruppen gingen auf in Hundertschaften (spanisch Centuria). Diese Hundertschaften kämpften zu Beginn des Spanischen Bürgerkrieges vornehmlich an der Aragon-Front. Laut Sebastián Herreros Agüí formierten sich des Weiteren auch Milizengruppen in Irun und in der Sierra de Guadarrama westlich von Madrid. Kommunistische internationale Freiwillige kämpften vornehmlich in PSUC-Milizeinheiten, sozialistische internationale Freiwillige vornehmlich in POUM-Milizeinheiten und anarchistische vornehmlich in CNT-Milizeinheiten unter dem Oberkommando von Buenaventura Durruti.
Am 16. Oktober 1936 veröffentlichte die „Gaceta de la Republica“ (das Amtsorgan der spanischen Regierung) den Beschluss zur Bildung einer Volksarmee, des Ejército Popular de la República, und den Beschluss zur Aufstellung von Internationalen Brigaden. Nach dem Beschluss zur Aufstellung der Internationalen Brigaden erfolgte die schrittweise Eingruppierung sämtlicher internationaler Milizionäre in die Bataillone der Internationalen Brigaden. Im ersten Schritt unterstellten sich nur die kommunistisch geführten Hundertschaften der Befehlsgewalt der Volksarmee. Ab Oktober 1936 erfolgte in Albacete, dem zentralen Ausbildungslager der Internationalen Brigaden, die Aufstellung sämtlicher Internationalen Bataillone. Die ersten Bataillone waren das André-Marty-Bataillon, das Dąbrowski-Bataillon und das Edgar-André-Bataillon. Während des gesamten Spanischen Bürgerkrieges kämpften 32.000 bis 35.000 Freiwillige aus 53 Nationen in den Internationalen Brigaden. Zudem dienten weitere 5.000 internationale Freiwillige in POUM-Milizeinheiten und anarchistischen CNT-Milizeinheiten.
| Milizgruppe                                       | Centuria                                                                                                  | Herkunftsländer                                                                       | Ort                  | spätere Einheit | Kommentar |
| ------------------------------------------------- | --- | ------------------------------------------------------------------------------------- | -------------------- | --- | --- |
| Edgar André                                       | | Deutschland                                                                           | Irun                 | Edgar-André-Bataillon oder Hans-Bataillon | |
| Hoffmann-Gruppe Gruppe um Genossen Hoffmann       | | Deutschland                                                                           | Irun                 | | |
| Internationale UGT-Milizgruppe                    | |                                                                                       | Bilbao               | | Internationale Milizgruppe im UGT-Bataillon „Indalecio Prieto“, Ziel war es, eine Internationale Brigade formieren. |
| Thälmann Gruppe um Arthur Pfeiffer                | | Deutschland                                                                           | Nord-Spanien         | | |
| Thälmann Gruppe um Max Friedemann                 | | Deutschland                                                                           | Barcelona            | | |
|                                                   | Centuria Thälmann, formiert von Hans Beimler, Einheit im Maxim Gorki Bataillon, PSUC-Division Carlos Marx | Deutschland und Großbritannien, später auch Italiener, Polen, Griechen und Jugoslawen | Barcelona            | Thälmann-Bataillon | siehe Thälmann-Gruppe und Thälmann-Kolonne |
|                                                   | Dombrowski                                                                                                | Polen                                                                                 | Barcelona            | Dąbrowski-Bataillon | siehe Dąbrowski-Bataillon |
| Wroblewski                                        | | Polen Frankreich                                                                      | Irun                 | | siehe Dąbrowski-Bataillon |
|                                                   | Commune de Paris                                                                                          | Frankreich Belgien Großbritannien ?                                                   | Barcelona            | Commune-de-Paris-Bataillon | Des Weiteren existierte eine Milizeinheit innerhalb des Fünften Regimentes mit dem Namen Commune de Paris |
|                                                   | Dimitrow                                                                                                  | Griechenland Jugoslawien                                                              | Barcelona            | Dimitrow-Bataillon | Ab dem 28. September Eingruppierung in die Brigade Mixta |
| Rákosi                                            | Einheit in der Columna de Ferro (International)                                                           | Ungarn (gilt nur für die Gruppe Rákosi)                                               | Barcelona            | Rákosi-Bataillon | JSU/UHP-Milizionäre |
| Tom Mann                                          | Tom Mann                                                                                                  | England USA ?                                                                         | Barcelona            | Saklatvala-Bataillon | Verlegung zur Basis der Internationalen Brigaden nach Albacete (Ende Oktober 1936), Namensgeber war Tom Mann, Mitglieder: Tom Wintringham (später Kommandeur eines britischen Bataillons) und Esmond Romilly (Neffe von Winston Churchill) |
|                                                   | Giustizia e Libertà                                                                                       | Italien ?                                                                             | Barcelona            | Garibaldi-Bataillon | Hervorgegangen aus der radikalen sozialistischen politischen Bewegung Giustizia e Libertà |
|                                                   | Gastone-Sozzi                                                                                             | Italien ?                                                                             | Barcelona            | Garibaldi-Bataillon | Im Sommer 1936 schlug Carlo Rosselli zu Randolfo Pacciardi, ehemaliger Sekretär des italienischen Republikanischen Partei, die Gründung eines italienischen Bataillons in den Internationalen Brigaden vor. Verlegung an die Front von Madrid am 9. September 1936.                                                                               |
| Erste internationale Centuria der Kolonne Durruti | Kolonne Durruti                                                                                           | Barcelona                                                                             | ?                    | Anarchistische CNT-Milizionäre, ab dem 19. Juli kämpfte die Columna Durruti in Aragon, sie nahm Bujaraloz ein und marschierte in Richtung Pina de Ebro. | |
|                                                   | Faure |                                                                                       | Barcelona            | ? | anarchistische CNT-Milizionäre |
|                                                   | Sacco und Vanzetti                                                                                        |                                                                                       | Barcelona            | ? | anarchistische CNT-Milizionäre |
|                                                   | Erich Mühsam                                                                                              |                                                                                       | Barcelona            | ? | anarchistische CNT-Milizionäre |
|                                                   | |                                                                                       | Barcelona            | Bataillon de la Muerte | anarchistische CNT-Milizionäre |
| Gorizia                                           | |                                                                                       | Irun                 | | Kommandeur Remigio Maurovich (Italiener) |
|                                                   | Jesús Larrañaga                                                                                           | Franzosen Italiener Bulgaren                                                          | Baskenland / Bilbao  | Larrañaga-Bataillon | Anfang Dezember 1936 kämpften die internationalen Milizionäre bei Elorrio. |
| Fernando de Rosa                                  | | Italien Spanien                                                                       | Sierra de Guadarrama | | italienische Kommunisten |
| italienische Gruppe                               | | Italien                                                                               |                      | | |
| mexikanische Gruppe                               | | Mexico ?                                                                              |                      | Bataillon Mexico | |
|                                                   | Guttieras                                                                                                 | Lateinamerika                                                                         |                      | Abraham-Lincoln-Brigade | |
|                                                   | Connolly                                                                                                  | Irland                                                                                |                      | Abraham-Lincoln-Brigade | |
|                                                   | Centuria Extranjero I und Centuria Extranjero II                                                          | Franzosen Italiener Deutsche Engländer ?                                              | Aragonien            | Milizeinheit Rovira | In den internationalen POUM-Milizeinheiten kämpften u. a. Mitglieder trotzkistischer, linkssozialistischer und oppositioneller kommunistischer Gruppen wie der deutschen SAP und KPO. In den POUM-Milizeinheiten kämpften bekannte Persönlichkeiten wie George Orwell und der spätere sozialdemokratische Bundestagsabgeordnete Peter Blachstein. |